# Benetton (azienda)
Benetton Group (pronuncia Benettón, /benetˈton/) è un’azienda tessile italiana fondata nel 1965 da Luciano, Gilberto, Giuliana e Carlo Benetton, con sede a Ponzano Veneto in provincia di Treviso, produttrice di abbigliamento con una propria rete di negozi in franchising nel mondo nella quale si vendono prodotti a marchio United Colors of Benetton, Undercolors of Benetton e Sisley.
In seguito al delisting, appartiene interamente alla famiglia Benetton, che attraverso Edizione S.p.A. detiene il 100% delle azioni.
Il gruppo deve la sua notorietà sia ai suoi prodotti sia al suo stile di comunicazione, sviluppato a Fabrica, suo centro di ricerca sulla comunicazione.

## Storia
L'azienda venne fondata nel 1965 a Ponzano Veneto, in provincia di Treviso, dai fratelli Luciano, Gilberto, Giuliana e Carlo Benetton.. Nello stesso anno viene inaugurato il primo negozio a Belluno. Nel 1969 viene inaugurato il primo negozio all'estero, a Parigi, nel 1974, esordì il marchio "Jean's West" e, nello stesso anno, viene acquisito il marchio Sisley. Alla fine degli anni settanta l'azienda esportava il 60% della produzione.
Negli anni ottanta venne inaugurato il primo negozio a New York in Madison Avenue (1980) e due anni dopo a Tokyo. Dal 1983 inizia la sponsorizzazione di una squadra di Formula 1, la Tyrrell, e tre anni dopo, grazie all'acquisizione della Toleman, si costituisce una propria squadra, la Benetton Formula che verrà poi acquisita nel 2000 dalla Renault. Alla fine degli anni ottanta il Gruppo si quota alle borse di Milano, Francoforte e New York e, nel 1987, nasce la Fondazione Benetton Studi Ricerche e viene istituito il Premio Internazionale Carlo Scarpa.
Viene fondato Fabrica nel 1994, un centro di ricerca sulla comunicazione su iniziativa di Luciano Benetton e Oliviero Toscani con sede presso Villa Pastega Manera a Catena di Villorba, nel complesso restaurato ed ampliato da Tadao Andō. Nel quadro delle attività di Fabrica rientra anche la pubblicazione di Colors, un magazine in varie edizioni bilingue.
Nel 2003 la famiglia Benetton annuncia che si ritirerà progressivamente dalla gestione diretta dell'azienda lasciando spazio ai manager esterni alla famiglia.
La delocalizzazione degli impianti produttivi ha comportato la chiusura di numerose fabbriche in Italia, come nel caso di Cassano Magnago. Nel 2006 è stato chiuso il primo negozio in franchising inaugurato nel 1968 a Firenze.
Nel 2011 Gilberto Benetton comunica l'intenzione della famiglia di limitare l'impegno nello sport al solo rugby e ai settori giovanili, abbandonando dall'anno successivo le pallacanestro e pallavolo, vincitrici negli anni di diversi titoli italiani e internazionali.
Nel maggio 2012 è stata delistata dalla Borsa di Milano, tornando sotto controllo privato. Nel maggio 2013, a dieci anni esatti dall’annuncio di Luciano Benetton («Passo indietro della famiglia, più potere ai manager») si completa il passaggio e, nel consiglio di amministrazione i quattro fratelli Benetton lasciano il posto ai rispettivi figli Alessandro (già da alcuni anni presente nel consiglio d'amministrazione e dall'aprile 2012 presidente di Benetton Group), Franca Bertagnin, Sabrina e Christian Benetton. Nel maggio 2014 Alessandro Benetton lascia la presidenza della società e a novembre 2016 esce anche dal consiglio di amministrazione per divergenze strategiche con la famiglia.. Alla presidenza viene nominato Francesco Gori mentre nel maggio 2017 a Tommaso Brusò viene conferito l'incarico di direttore operativo.
Agli inizi del 2015 viene avviato, con una serie di scorpori e scissioni, il programma triennale che prevede l'organizzazione di Benetton Group in tre realtà distinte: una focalizzata direttamente sui vari marchi (Benetton Group), una manifatturiera (di nome Olimpias) e una per la gestione immobiliare (Schematrentanove) in modo da misurare la redditività di ogni singola attività. Crescerà l'attività immobiliare ma non quella industriale.
Nel febbraio 2018 Luciano Benetton rientra nel cda dell'azienda ed è nominato presidente esecutivo, occupandosi in particolare dell'attività commerciale, dei negozi e, insieme a Oliviero Toscani, della comunicazione. Jean-Charles de Castelbajac, una lunga carriera che va dal design alla pittura, dalla pubblicità alla street art, è nominato direttore creativo delle collezioni uomo e donna. Nel luglio 2019 lascia l'incarico Tommaso Brusò: non verrà sostituito così come non era stato sostituito nel 2017 l'allora amministratore delegato Marco Airoldi quando si era dimesso.
A seguito dell’uscita di Massimo Renon, nel 2024 viene nominato Claudio Sforza Amministratore Delegato di Benetton Group e Christian Coco, Presidente.

## Marchi
- United Colors of Benetton (utilizzato anche in Formula 1 sui prototipi Benetton nel 1987 e dal 1990 al 2001);
- Sisley;
- Undercolors of Benetton.

## Sede

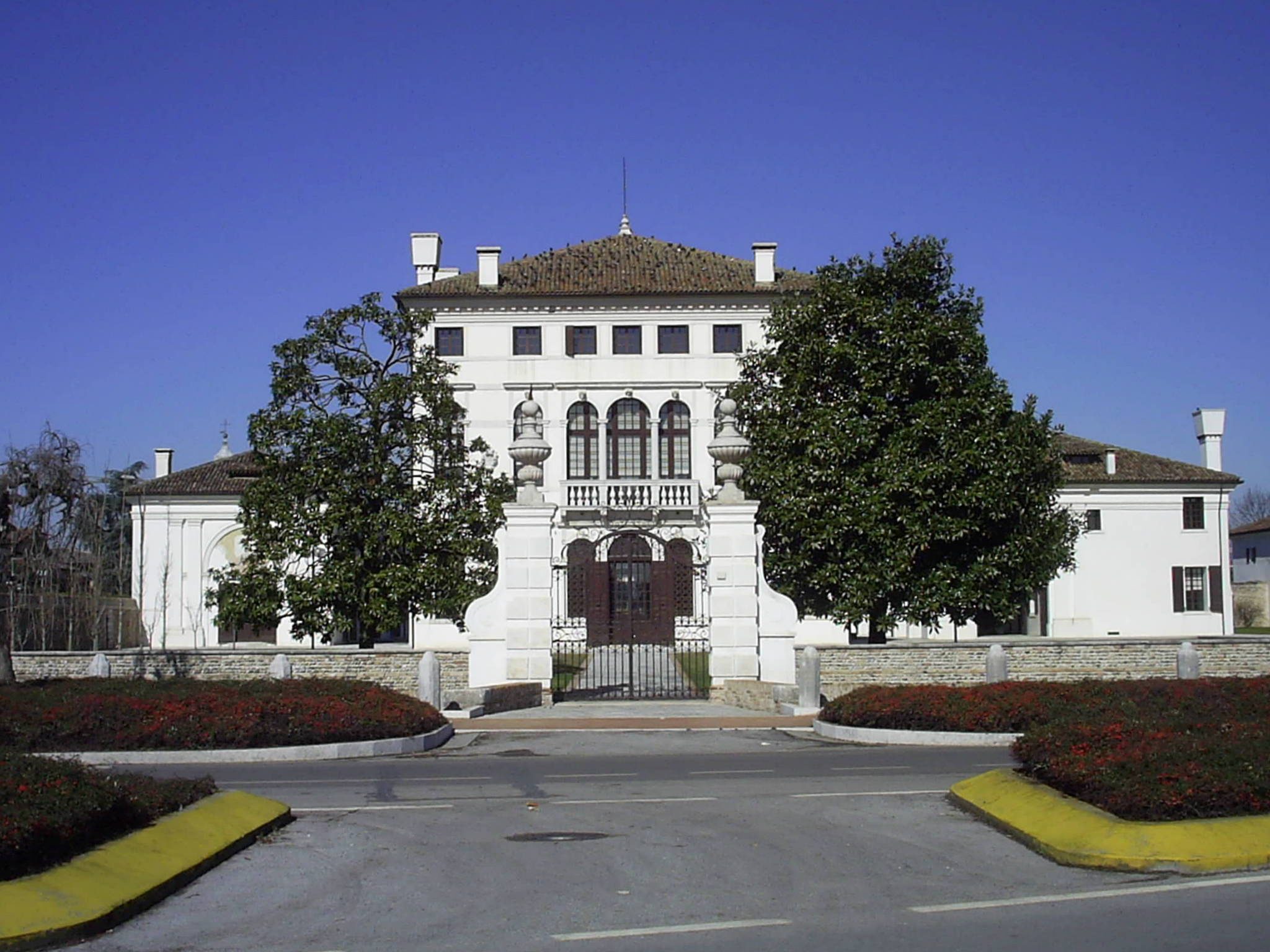
Villa Minelli.

La sede centrale di Benetton Group è Villa Minelli, situata a Ponzano Veneto, in provincia di Treviso. Villa Minelli è un complesso di edifici del XVI secolo di grande interesse storico e culturale. È stata acquistata dalla famiglia Benetton nel 1969 che ne ha poi affidato il restauro e la modernizzazione agli architetti Afra e Tobia Scarpa. I lavori di adeguamento e sistemazione hanno richiesto complessivamente più di quindici anni. Dalla metà degli anni ottanta, Villa Minelli è diventata la sede del Gruppo e il centro operativo di tutte le sue funzioni strategiche.

## Controversie
- Secondo la Guida al vestire critico, Centro nuovo modello di sviluppo, 2006, Edizione Missionaria Italiana «Benetton ottiene parte dei suoi prodotti da terzisti localizzati in Cina, paese che vieta ogni libertà sindacale». La stessa fonte riporta che il 16 aprile 2003 si è concluso il processo promosso da Benetton contro Riccardo Orizio, giornalista del Corriere della Sera che aveva pubblicato un servizio sulla presenza di lavoro minorile alla Bermuda ed alla Gorkem Spor Giyim, due fabbriche turche che producevano abbigliamento a marchi Benetton. Il tribunale ha condannato Orizio a 800 euro di multa perché ha sbagliato nell'«affermare in modo perentorio che in una di queste aziende venissero prodotti capi con il marchio made in Italy per conto dell'azienda italiana»[19].

- Il gruppo impone alla rete di negozi monomarca (di fatto in franchising) obiettivi di vendita svincolati dall'andamento della domanda di settore. I titolari sono tenuti a garantire un determinato livello minimo di forniture e di assortimento, a prescindere dalle reali probabilità di vendita a prezzo pieno e a saldo. Il distributore si impegnava a garantire un'esclusiva di zona, in assenza di concorrenza interna fra punti vendita dello stesso gruppo, ma non nel ritiro e nello smaltimento dell'invenduto, che restava in capo ai dettaglianti.[20]
- La società Benetton ha acquisito nel 2003, mediante Edizione Holding, The Argentine Southern Land Company Limited, una compagnia in origine inglese e dal 1982 argentina, che aveva la proprietà di circa 900 000 ettari di Patagonia. Parte di questa terra è rivendicata dal popolo Mapuche, costretto a vivere in una striscia di territorio sovraffollato e a diventare spesso manodopera a basso costo.[21] Su questo tema si è aperto un ampio dibattito con posizioni molto differenti.[22][23][24] Benetton ha donato, nel luglio 2006, al governo della provincia argentina del Chubut, 7 500 ettari di terra. Il rifiuto da parte governatore del Chubut dell'offerta ha rappresentato una pesante battuta d'arresto nel processo di dialogo nello storico contenzioso tra il popolo Mapuche e lo Stato argentino.
- Nel 2011 la campagna UNHATE si è basata su una serie di fotomontaggi, ad opera di Erik Ravelo, in cui vari potenti della terra si scambiano baci in bocca. La foto che ritraeva un bacio tra Papa Benedetto XVI e un Imam, ha scatenato polemiche[25].
- Nel 2013 a Dacca, in Bangladesh, avviene il crollo del Rana Plaza di Savar dove, secondo alcune fonti, avrebbe avuto sede una delle fabbriche tessili a cui la Benetton appalta i suoi lavori e dove sono morti almeno 381 operai.[26] L'associazione Campagna Abiti Puliti ha accusato Benetton di non controllare le condizioni di sicurezza delle aziende cui affida la gestione dei loro prodotti[27].

## Sponsorizzazioni
- Nel 1978 l'azienda sponsorizza e successivamente acquisisce la squadra di rugby di Treviso, che cambia nome in Benetton Rugby Treviso.
- Nel 1981 l'azienda sponsorizza e successivamente acquisisce la squadra Pallacanestro Treviso.
- Nel 1987 viene costituita una società di pallavolo, il Volley Treviso, sponsorizzato attraverso il marchio Sisley.
- Nel 1982 la famiglia Benetton realizza in località San Lazzaro, alla periferia di Treviso, il complesso sportivo La Ghirada-Città dello Sport, mentre l'anno successivo costruisce il Palaverde a Villorba, sede di gioco delle formazioni di basket e pallavolo che, a partire dal 1988, viene gestito con la stessa Ghirada dalla Verde Sport[28], società del gruppo che si occupa di diffondere la cultura dello sport. Nel 1995 Verde Sport realizza l'Asolo Golf Club di Cavaso del Tomba.[29]
- Dal 1983 inizia la sponsorizzazione di una squadra di Formula 1, la Tyrrell, e tre anni dopo, grazie all'acquisizione di Toleman e Spirit, si costituisce una propria squadra, la Benetton Formula, che corre con licenza britannica dal 1986 al 1995, e italiana dal 1996 al 2001. Ottiene svariati successi negli anni successivi fino al 1994, quando con Michael Schumacher alla guida, ottiene anche il titolo mondiale piloti, bissato l'anno successivo stavolta insieme al titolo costruttori. Nel 2000 la scuderia viene acquistata dalla Renault: l'ultimo campionato sotto il nome Benetton è nel 2001, poi, dall'anno successivo, la squadra diventa Renault F1.